# Шевцов, Георгий Егорович
Гео́ргий Его́рович Шевцо́в (род. 28 октября 1948, с. Троицкое, Приморский край, СССР) — депутат Государственной Думы четвёртого и пятого созывов, секретарь политсовета вологодского регионального отделения «Единой России» в 2001—2008 годах, депутат (1996—2003) и председатель Законодательного Собрания Вологодской области с 2011 по 2016 годы.

## Биография
Родился 28 октября 1948 года в селе Троицкое Ханкайского района Приморского края в семье военнослужащего. После окончания в 1966 году средней школы, работал учителем физкультуры в Брянской области.В 1967 году был призван на службу в Советскую Армию, после прохождения которой в 1969 году поступил работать сортировщиком металла в сортопрокатный цех Череповецкого металлургического завода. В 1976 году окончил Северо-Западный заочный политехнический институт по специальности «инженер-металлург». С 1974 по 1988 годы находился на выборной комсомольской и партийной работе. В 1990 году был назначен директором социально-бытового комплекса ОАО «Северсталь». В 1991 году получил второе высшее образование в Академии общественных наук при ЦК КПСС по специальности «политолог». С 1996 года избирался депутатом Законодательного Собрания Вологодской области, а с 2003 года — депутатом Государственной Думы. В 2002 году избран членом совета директоров ОАО «Северсталь». Являлся председателем Совета учредителей хоккейного клуба «Северсталь».

## Политическая деятельность
Политическую карьеру начал с комсомольской работы на Череповецком металлургическом заводе (ЧМЗ). С 1974 по 1988 годы последовательно занимал должности:
- заместителя секретаря комитета ВЛКСМ ЧМЗ,
- первого секретаря индустриального райкома, а затем череповецкого горкома ВЛКСМ;
- заведующего отделом пропаганды и агитации череповецкого горкома КПСС;
- заместителя секретаря парткома ЧМЗ;
- первого секретаря индустриального райкома КПСС[3].

После упразднения партийных органов в Череповце работал в должности председателя городского комитета народного контроля.

В феврале 1996 года избран депутатом Законодательного Собрания Вологодской области по Индустриальному избирательному округу № 4 города Череповца. В апреле 1999 года был переизбран, осуществляя депутатские полномочия до 2003 года. Будучи депутатом Законодательного собрания, занимал в нём следующие посты:
- апрель 1996 — апрель 1998 — председатель постоянного комитета по экологии и природопользованию;
- апрель 1998 — декабрь 2003 — член постоянного комитета по бюджету и налогам[1].

В 1999 году выступил одним из учредителей Межрегионального движения «Единство» в Вологодской области, а в 2001 году — вологодского регионального отделения партии «Единая Россия». До октября 2008 года являлся фактическим руководителем вологодского регионального отделения «Единой России», занимая должность секретаря областного политсовета партии. В 2003 году был избран депутатом Государственной Думы по общефедеральному партийному списку «Единой России». Даже став федеральным депутатом, не прекращал принимать активное участие в политике Вологодской области, продолжая руководить вологодскими единоросами. 

В декабре 2007 года вновь был избран депутатом Государственной Думы по партийному списку «Единой России». Поскольку выборы в Государственную Думу V созыва не предусматривали выдвижение кандидатов от одномандатных округов и проходили исключительно по партийным спискам, «Единая Россия» обязала своих депутатов работать с избирателями определённых районов той области, от которой они прошли. Депутату Георгию Шевцову было определено работать с избирателями западных районов Вологодской области (Бабаевский, Белозерский, Вашкинский, Вытегорский, Кадуйский, Устюженский, Чагодощенский, Череповецкий, Шекснинский, город Череповец).

Кроме того, после выборов в Государственную Думу V созыва Генеральный совет «Единой России» рекомендовал членам партии не совмещать должность депутата федерального парламента с должностью секретаря политсовета регионального отделения. В этой связи Г. Е. Шевцов в октябре 2008 года сложил с себя полномочия секретаря политсовета вологодского регионального отделения партии, которые перешли председателю областного Законодательного Собрания Н. В. Тихомирову.

В самой Государственной Думе Георгий Шевцов состоял во фракции «Единая Россия», занимая с 2003 года должности:
- заместителя председателя Комитета Государственной Думы по промышленности, строительству и наукоемким технологиям (2003—2007)
- заместителя председателя Комитета Государственной Думы по промышленности (с 2007)[2].

С 2011 по 2016 год являлся председателем Законодательного Собрания Вологодской области.
Некоторые издания относят Г. Е. Шевцова к депутатам-лоббистам, утверждая, что он представляет так называемое «металлургическое лобби», будучи тесно связанным с ОАО «Северсталь». В частности, 21 декабря 2005 года им были инициированы изменения в ст.149 части второй Налогового кодекса РФ о восстановлении уплаты НДС за реализацию лома и отходов чёрных и цветных металлов. Это отражало интересы металлургической отрасли, которая несла налоговые потери, в связи с тем, что поставщики лома применяли льготы по НДС без снижения договорных цен на 18 %, что влекло дополнительные расходы металлургических предприятий.

## Награды и звания
- Орден «За заслуги перед Отечеством» IV степени;
- Орден «Знак Почёта»;
- Медаль «За трудовую доблесть» (за участие в строительстве крупнейшей в мире доменной печи № 5);
- Почётная грамота Президента Российской Федерации (28 декабря 2013) — за активную законотворческую деятельность, заслуги в укреплении законности и многолетнюю добросовестную работу[10]

- Значок «Отличник чёрной металлургии СССР»;
- Почётная грамота Государственной Думы «За существенный вклад в развитие законодательства Российской Федерации и парламентаризма в Российской Федерации»[2][4].
- «Почётный гражданин города Череповца»[11].

## Статьи, речи и интервью
- Более 70 % расходов госбюджета носят социальный характер // Речь. — № 133(22786). — 22 июля 2010.
- О федеральном бюджете на 2008—2010 годы // Официальный сайт вологодского регионального отделения «Единой России».
- Нам всем надо сплотиться // Речь. — № 239(22902). — 18 декабря 2008.
- Буду работать в интересах нашей области // Речь. — № 8(22171). — 18 января 2008.
- Мы чувствуем ответственность за все происходящее в области и в стране // Речь. — № 145(22060). — 6 августа 2007.
- Работая на молодежь, мы работаем на будущее // Красный Север. — 6 апреля 2004.
- В Госдуме чувствуешь себя, как в армии // Вологодская неделя. — 4 марта 2004.